# La ambulancia improvisada
La ambulancia improvisada (en francés, L'ambulance improvisée) es una pintura de 1865 del pintor preimpresionista Frédéric Bazille. Representa a Claude Monet, recuperándose en cama de las heridas en la pierna sufridas en el verano de ese año. Desde 1986 la obra se exhibe en el Museo de Orsay de París.

## Origen
Durante la primavera y el verano de 1865, Monet trabajó en su gran proyecto El almuerzo sobre la hierba en Chailly-en-Bière, cerca del bosque de Fontainebleau. En esta pintura, que Monet nunca completó, quería representar un pícnic en el bosque con una docena de personas. Monet rogó repetidamente a Bazille, que como él formaba parte del círculo alrededor de Charles Gleyre, que viniera a Chailly y posara allí para él. Bazille respondió a esta solicitud en dos ocasiones, en mayo y agosto. Poco después de llegar por segunda vez, Monet se lesionó la pierna y estuvo confinado en cama en el Hôtel du Lion d'Or durante algún tiempo.

## Descripción
La habitación de hotel de Monet se puede ver en La ambulancia improvisada, preparada por Bazille para su comodidad. El pintor yace en la cama con la pierna izquierda levantada sobre una pila de mantas dobladas, la herida claramente visible. Colgando del lecho, Bazille, que estudió medicina, ha diseñado un recipiente que permite que el agua gotee sobre la extremidad hinchada para refrescarla. Bazille parece principalmente interesado en representar la habitación con precisión; La cara de Monet, con gesto abatido por la impuesta inmovilidad, está pintada sin tanto detalle. El hecho de que las figuras de Bazille a menudo parezcan algo rígidas, por ejemplo en su famosa Retrato de una familia, funciona aquí a su favor. Este pequeño cuadro intimista es una prueba tangible de la amistad que existió entre los dos pintores.

## Historia
- Propiedad de Marc Bazille, hermano del artista.
- Hasta 1947: propiedad de la hija de Marc Bazille, la Sra. Meynier de Salinelles.
- Hasta 1967: propiedad de su nieta doña Penchinat de Salinelles.
- 1967: comprado en subasta pública y transferido a la Galerie nationale du Jeu de Paume .
- 1986: Transferido al Museo de Orsay.

## Obras

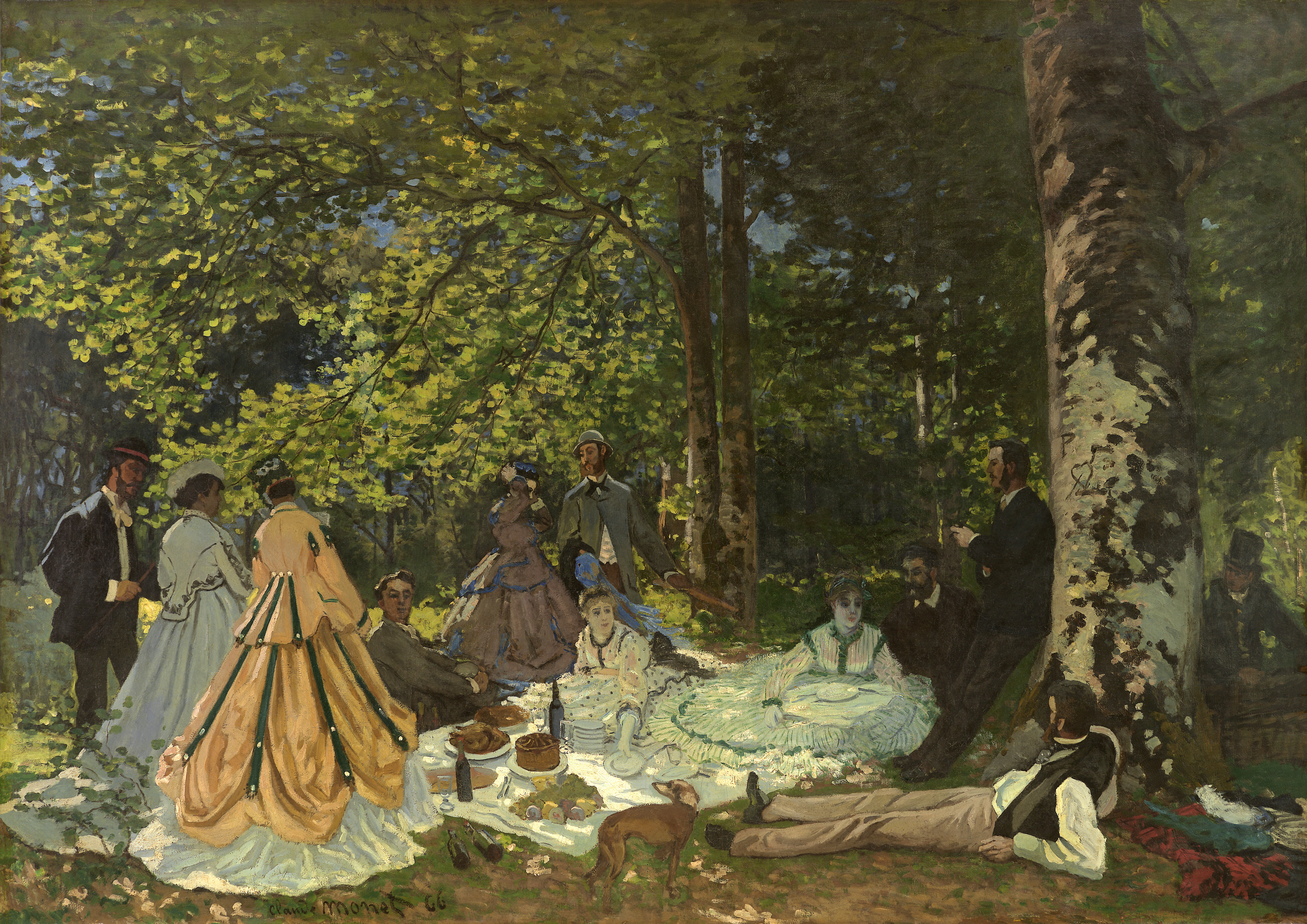
Boceto para El almuerzo sobre la hierba - Claude Monet
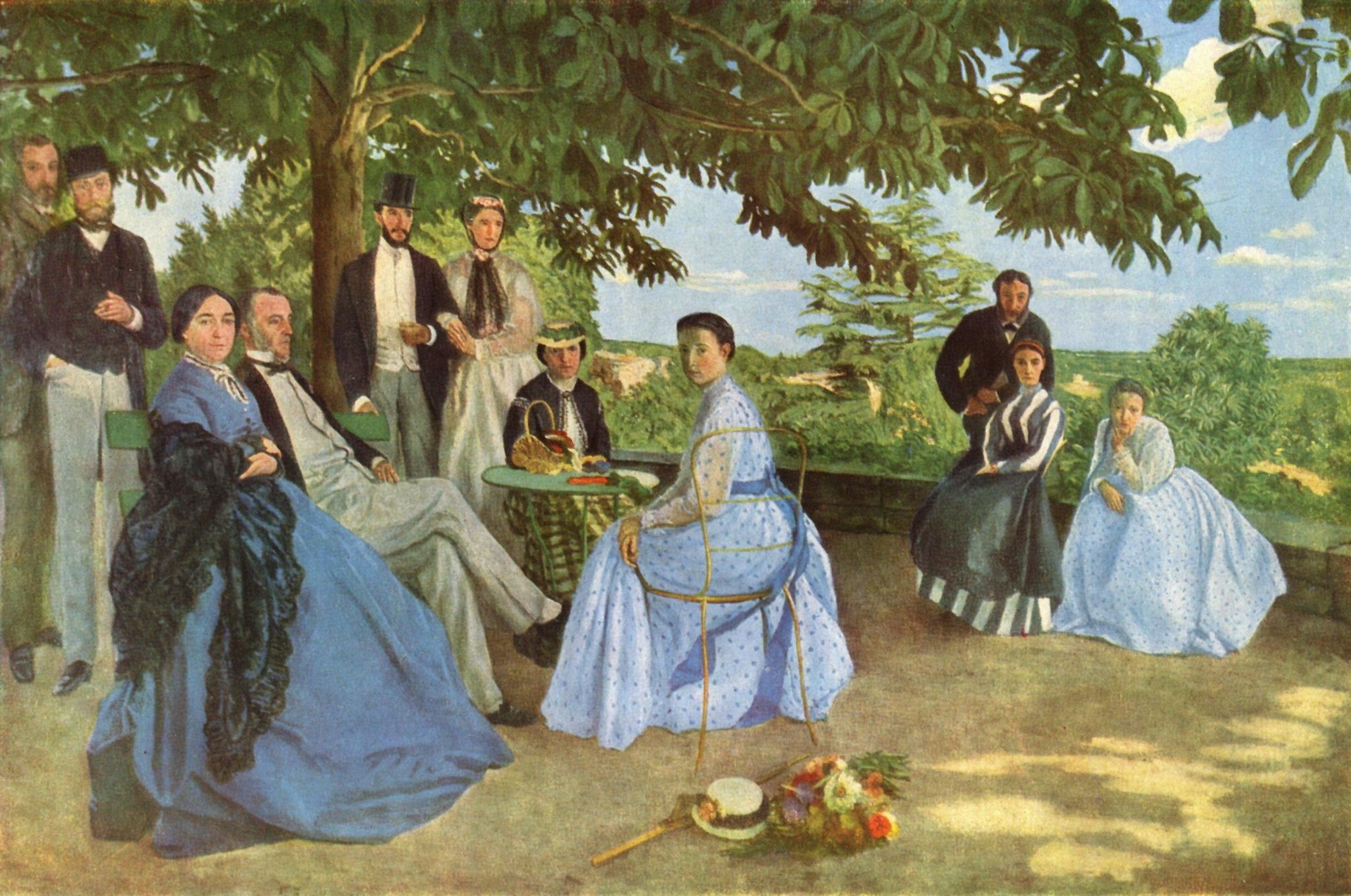
Retrato de una familia (1867)